# Cantalapiedra (Salamanca)
Cantalapiedra ist eine zentralspanische Gemeinde (municipio) in der Provinz Salamanca in der Autonomen Gemeinschaft Kastilien-León. 2024 hatte die Gemeinde 911 Einwohner.

## Lage
Cantalapiedra liegt im Nordosten der Provinz Salamanca in einer Höhe von 780 m. Die Provinzhauptstadt Salamanca liegt etwa 55 Kilometer westsüdwestlich von Cantalapiedra. Es fällt wenig Regen (ca. 444 mm/Jahr), das Klima ist gemäßigt.

## Bevölkerungsentwicklung
| Jahr      | 1900 | 1950 | 1960 | 1970 | 1981 | 1991 | 2001 | 2011 | 2021 |
| Einwohner | 1910 | 2728 | 2560 | 2050 | 1652 | 1623 | 1299 | 1110 | 923  |

## Sehenswürdigkeiten
- Marienkirche (Iglesia de Santa María del Castillo)
- Kapelle der Jungfrau (Ermita de la Virgen de la Misericordia)
- Kloster des Heiligen Herzens (Monasterio del Sagrado Corazón)
- Rathaus

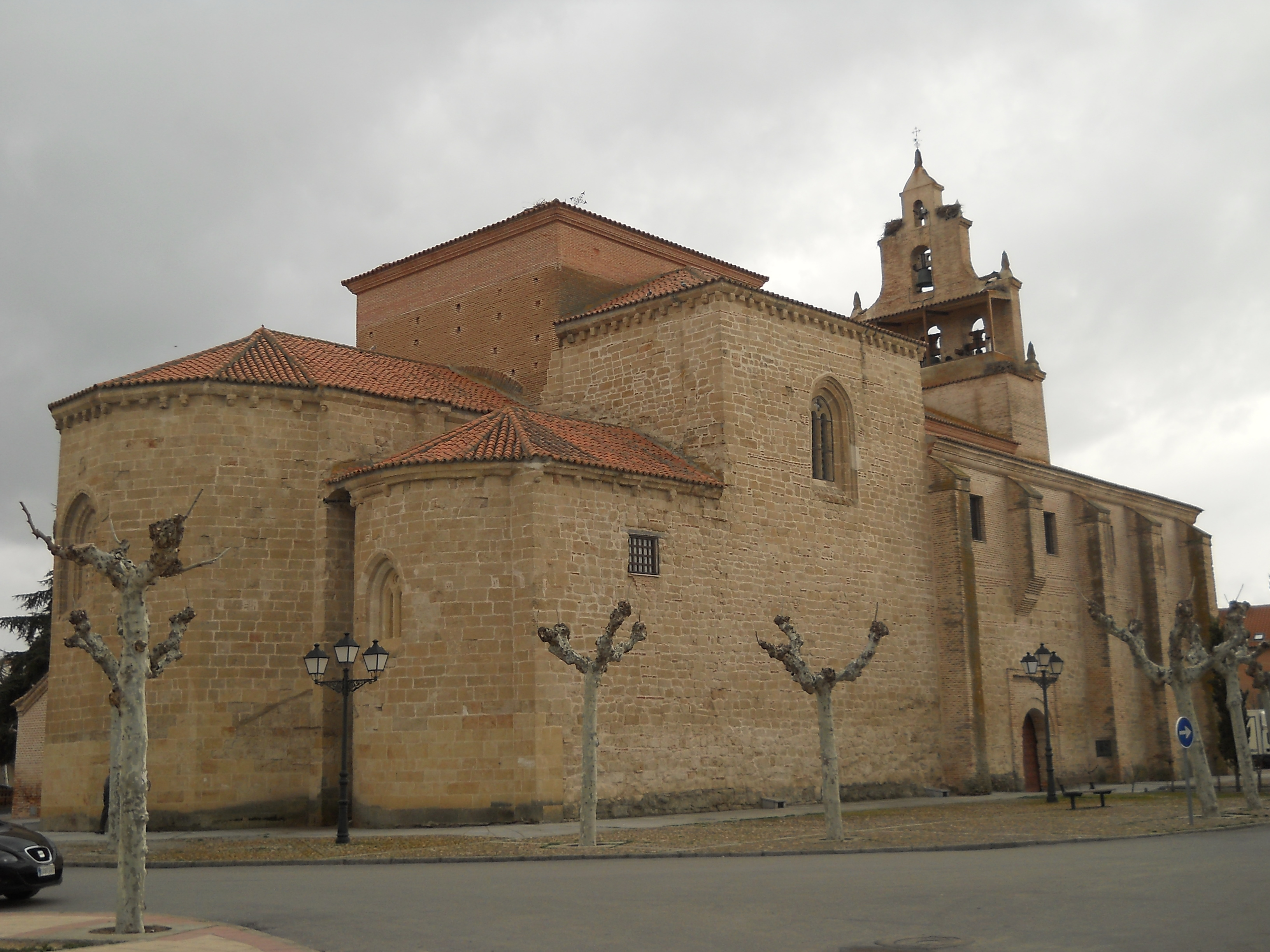
Marienkirche
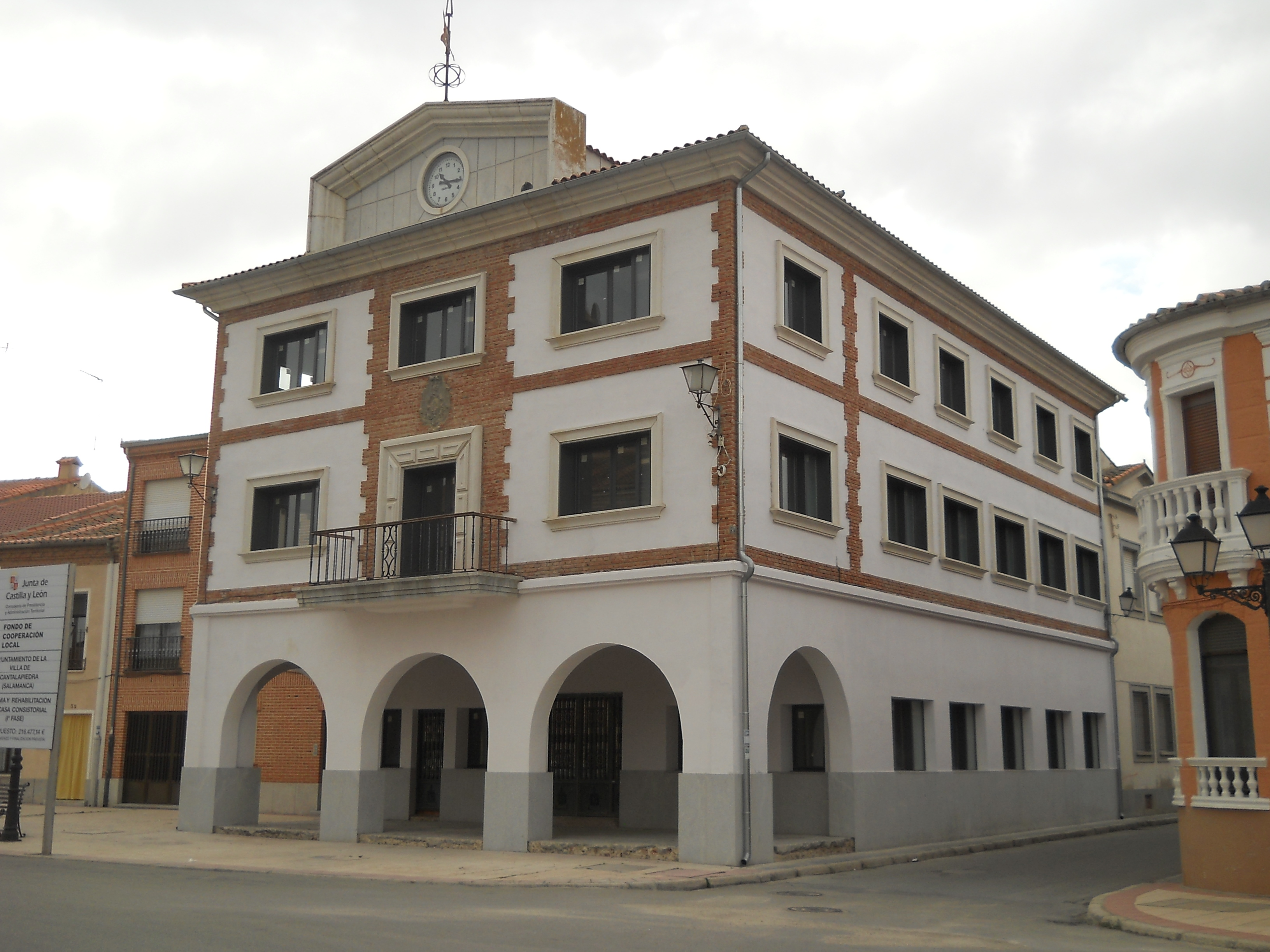
Rathaus

## Persönlichkeiten
- Lorenzo Bernal del Mercado (1516 oder 1530–1593), Feldmarschall
- Martín Martínez de Cantalapiedra (1519–1579), Professor für Theologe und Hebraist
- Ángela María de la Concepción (1649–1690), Nonne und Schriftstellerin, Gründerin des Klosters der Trinitarier von El Toboso
- Luis de Onís (1762–1827), Politiker und Diplomat